# Life on Mars (TV-serie)
Life on Mars är en brittisk TV-serie från 2006 som gjordes i två säsonger. Serien är ett polisdrama med inslag av surrealism. Den är delvis en hyllning till den brittiska polisserien The Sweeney från 1970-talet. Den första säsongen av serien tilldelades en Emmy Award för "Bästa dramaserie" år 2006.
Huvudperson är kriminalkommissarie Sam Tyler (John Simm) vid polisen i Manchester, som efter att ha blivit påkörd av en bil år 2006 vaknar upp år 1973, där det visar sig att han arbetar som kriminalassistent under kommissarie Gene Hunt (Philip Glenister). Det är oklart om han gjort en tidsresa, befinner sig i koma 2006 och hallucinerar, eller om han helt enkelt lider av vanföreställningar.
Seriens titel anspelar på David Bowies låt Life on Mars? som spelas i bilen på Sam Tylers Ipod när han blir påkörd. När han vaknar upp 1973 spelas samma låt på 8-track i hans bil (som nu är en annan). Temat för serien är också att världen och samhällsattityderna har förändrats så mycket på 33 år att en tidsresa bakåt för oss vore som att hamna på en annan planet. Även delar av låttexten är relevanta för seriens innehåll: "Take a look at the lawman beating up the wrong guy/Oh man, I wonder if he'll ever know/He's in a best-selling show".
Brittisk populärmusik från perioden är för övrigt ett mycket starkt inslag i serien.

## Om serien
Den första säsongen sändes i åtta avsnitt under januari och februari 2006 på BBC One. Den andra och avslutande säsongen sändes i lika många avsnitt 14 februari - 11 april 2007. I Sverige hade första säsongen premiär den 14 januari 2007 på SVT2, dock i den nedklippta version som gjordes för den amerikanska TV-publiken. SVT medgav senare att man hade fått den nedklippta versionen eftersom BBC inte hade klarerat alla musikrättigheterna internationellt.
En uppföljare till serien kallades Ashes to Ashes, och utspelar sig år 1981 med Alex Drake som huvudperson.
Det amerikanska TV-bolaget ABC Studios producerade en amerikansk version av serien som utspelade sig i USA år 1973. Den amerikanska versionen sändes på ABC mellan 9 oktober 2008 och 1 april 2009.

## Handling
Första avsnittet börjar med att kommissarie Sam Tyler år 2006 jagar en seriemördare, som hela tiden lyckas undfly polisen. Efter att hans flickvän, som också är polis, blivit tillfångatagen av mördaren, blir Sam i sitt upprörda tillstånd påkörd av en bil, förlorar medvetandet, och vaknar upp i ett Manchester som han bara delvis känner igen, och med andra kläder på sig. Det visar sig att året är 1973, och enligt hans papper är han kriminalassistent Sam Tyler, som just förflyttats till Manchester från polisdistriktet i Hyde. Sam är förvirrad och vägrar först tro att situationen är verklig, men när han inser att alla han möter verkligen tror att de är från 1973, och att de förklarar hans förvirring med en hjärnskakning efter olyckan, börjar han vackla. När han sedan upptäcker att mördaren som poliserna för tillfället jagar verkar ha samma arbetsmetoder som "hans" mördare 2006 blir han engagerad. Dock måste han samtidigt kämpa inte bara mot sin förvirring kring vad som är verkligt, utan också mot bristen på effektiv teknik, föråldrade arbetsmetoder och kulturkrocken mellan honom själv som modern man och kulturmönstren 1973, inte minst rollerna och attityderna hos hans arbetskamrater. 
Det är hela tiden osäkert vad som egentligen har hänt honom. Tillvaron 1973 är såpass detaljrik och mångbottnad att han har svårt att tvivla på den, och människorna han möter — i synnerhet den kvinnliga poliskonstapeln Annie Cartwright (Liz White) — är mycket övertygande. Samtidigt ser och hör han ibland saker som verkar vara budskap från 2006, och måste försöka komma till klarhet över vilken hans situation egentligen är, och hur han ska komma tillrätta med den.